# Précy-sur-Oise
Précy-sur-Oise là một xã thuộc tỉnh Oise trong vùng Hauts-de-France phía bắc nước Pháp. Xã này nằm ở khu vực có độ cao từ 23-123 mét trên mực nước biển. Dân số năm 2006 là 3335 người.